# Vad jag vill (musikalbum)
Vad jag vill är ett musikalbum från 2001 med Rebecka Törnqvist. Hon har skrivit det mesta av materialet själv.

## Låtlista
Text och musik av Rebecka Törnqvist om inget annat anges.
1. Mitt nya liv – 3'57
2. Viktoriasjön (Per Johansson/Rebecka Törnqvist) – 3'36
3. Mario – 3'43
4. Minst en miljon – 4'25
5. Till och med en kung – 3'44
6. Frågor och svar – 3'30
7. Plötsligt så flyger min själ – 4'00
8. Inget att dö för – 4'17
9. Helium – 4'24
10. Sista sången (Per Johansson/Rebecka Törnqvist) – 4'18

## Listplaceringar
| Lista (2001) | Topplacering |
| ------------ | ------------ |
| Sverige      | 21           |